# Tour della nazionale maschile di rugby a 15 dell'Italia 1994-1995
Tra la fine del 1994 e l'inizio del 1995 la nazionale italiana di rugby si recò in tour in Gran Bretagna a quasi un decennio di distanza dall'ultimo tour del 1975.
Gli Azzurri di Georges Coste, capitanati da Massimo Cuttitta, si recarono in Gran Bretagna tra la fine del dicembre 1994 e l'inizio del gennaio 1995 con in programma due incontri senza l'assegnazione del cap internazionale con le contee storiche inglesi di Middlesex e Surrey, prima del test match in Scozia contro la nazionale A. L'Italia XV vinse 50-3 su Middlesex marcando 7 mete, mentre la partita con Surrey non venne disputata per impraticabilità del campo a causa delle condizioni meteorologiche avverse; nel test contro la Scozia A, che schierò otto titolari della nazionale maggiore, abdicò di misura per 16-18.
Nell'ultima settimana del mese d'aprile ci fu spazio per una breve tournée ufficiosa in Francia in preparazione della Coppa del Mondo in programma in Sudafrica a maggio; vennero disputati tre match non ufficiali contro alcuni club del campionato francese, in ordine: Montpellier Hérault, il 22 aprile, RC Narbonne, il 26 aprile, e US Colomiers, il 30 aprile. L'Italia XV vinse due partite su tre coi rispettivi punteggi di: 68-16, 44-32 e 22-27.

## Risultati

### Iltest matchin Scozia
| Arbitro: | Gordon Black |

|                         |      |                         |
| Peters 16’ Redpath 48’  | mt   | 66’ Troiani             |
| Glasgow 48’             | tr   | 66’ Domínguez           |
| Shepherd 5’ Glasgow 65’ | c.p. | 15’, 75’, 78’ Domínguez |

### Gli altri incontri in Inghilterra
| Data             | Incontro              | Risultato     | Sede                 |
| ---------------- | --------------------- | ------------- | -------------------- |
| 29 dicembre 1994 | Middlesex ― Italia XV | 3-50          | Richmond upon Thames |
| 2 gennaio 1995   | Surrey ― Italia XV    | Non disputato | Sunbury-on-Thames    |